# Joachim Holz (Radsportler)
Joachim Holz (* 30. Mai 1938 in Berlin) ist ein ehemaliger deutscher Radrennfahrer und nationaler Meister im Radsport.

## Sportliche Laufbahn
Holz war im Bahnradsport aktiv. Als Amateur wurde er bei der nationalen Meisterschaft der Steher Vize-Meister hinter Heinz Jakobi. 1958 und 1960 wurde Holz jeweils Dritter im Meisterschaftsrennen.
Von 1958 bis 1962 war er Berufsfahrer, er begann seine Profilaufbahn im Radsportteam Victoria. 1962 wurde er mit seinem Schrittmacher Werner Schmidt bei den Profis Meister im Steherrennen vor Bernd Hardege.